# Louder! (альбом Софии Рейес)
«Louder!» (с англ. – «Громче!») — дебютный студийный альбом мексикано-американской поп-певицы Софии Рейес. Выпущен на лейбле Warner Music Latina 3 февраля 2017 года.
В поддержку альбома было выпущено 5 синглов «Muévelo», «Conmigo (Rest Of Your Life)», «Sólo Yo», «How To Love», «Llegaste Tú» и один промосингл «Louder! (Love is Loud)», а также певица отправилась в тур по Латинской Америке и некоторым городам США.
Рейес дебютировала на первой строчке в американском чарте «Billboard Latin Album Sales», продав более 1000 копий диска в первую неделю продаж в США.

## Синглы
Лид-синглом с альбома, стала спанглиш песня «Muévelo», записанная с Wisin. Официальное лирик-видео на песню вышло 20 августа, а официальный релиз сингла состоялся 22 августа 2014 года на iTunes.
Вторым синглом с альбома, стала спанглиш песня «Conmigo (Rest Of Your Life)», она вышла 14 апреля 2015 года.
28 января 2016 года состоялась премьера третьего сингла на испанском — «Sólo Yo», записанная при участии Принса Ройса.
Четвёртый сингл — How To Love на английском, записанный совместно с «Cash Cash», вышел 29 апреля 2016 года.
Последним синглом с альбома, стал испаноязычный трек — Llegaste Tú, записанный при участии певца Reykon. Премьера сингла состоялась 21 октября 2016 года.

### Промосинглы
В июле стало известно, что Рейес стала лицом «Fructis» — косметических средств для волос от «Garnier» .  Главной музыкальной темой для рекламного ролика, стал «Louder! (Love Is Loud)» — промосингл певицы и третий спанглиш сингл, записанный при участии Франческо Ейтса и Спенсера Людвига, релиз которого состоялся 2 сентября.

## Список композиций
| №                   | Название                                                        | Автор(ы) | Продюсер(ы)                                            | Длительность |
| ------------------- | --------------------------------------------------------------- | --- | ------------------------------------------------------ | ------------ |
| 1.                  | «Muévelo» (ft. Wisin)                                           | Sofia Reyes, Toby Gad, Marissa Jack, Juan Luis Morera "Wisin", SLIKK, Edwin "Lil Eddie" Serrano, Eritza Laues | *Toby Gad, Josh Cumbee                                 | 3:32         |
| 2.                  | «De Aquí a la Luna»                                             | Reyes, Julian Feifel, Shari Short, Hilton "Deuce" Wright II                                                   | *Julian Feifel                                         | 3:09         |
| 3.                  | «Sólo Yo» (ft. Prince Royce)                                    | Reyes, Taylor Parks, Scott Effman, Lukas Nathansson                                                           | *Scott Effman, Lukas Nathansson                        | 4:08         |
| 4.                  | «Don't Mean a Thing»                                            | Reyes, Taylor Parks, Rune Westberg, Geoffrey Royce                                                            | *Rune Westberg                                         | 3:14         |
| 5.                  | «Your Voice»                                                    | Reyes, Geoffrey Royce, Rune Westberg                                                                          | *Rune Westberg                                         | 3:30         |
| 6.                  | «Puedes Ver Pero No Tocar»                                      | Reyes, Short, Feifel, Wright                                                                                  | *Julian Feifel                                         | 3:29         |
| 7.                  | «Louder! (Love Is Loud)» (ft. Francesco Yates & Spencer Ludwig) | Reyes, Roman Balleza, Effman, Charlie Guerrero, Spencer Ludwig                                                | *Roman Balleza                                         | 3:16         |
| 8.                  | «Llegaste Tú» (ft. Reykon)                                      | Reyes, Jorge Villamizar, Theron Feemster                                                                      | *Theron Feemster                                       | 3:45         |
| 9.                  | «Conmigo (Rest of Your Life)»                                   | Reyes, Serrano, Feifel, Andrei Mihai                                                                          | *Andrei Mihai, Edwin "Lil Eddie" Serrano               | 3:18         |
| 10.                 | «Girls»                                                         | Reyes, Laues, Serrano, Mihai                                                                                  | *Andrei Mihai, Edwin "Lil Eddie" Serrano, Costin Bodea | 2:56         |
| 11.                 | «Paraiso»                                                       | Reyes, Claudia Brandt, Westberg                                                                               | *Rune Westberg                                         | 3:07         |
| 12.                 | «How To Love» (Spanish Version) (Cash Cash ft. Sofia Reyes)     | Anna Juber, Samuel Frisch, Alex Makhlouf, Jean Paul Makhlouf, Jennifer Decilveo, Reyes                        | *Cash Cash                                             | 3:39         |
| Общая длительность: | Общая длительность:                                             | Общая длительность:                                                                                           | Общая длительность:                                    | 41:03        |

## Участники записи
На сайте AllMusic:

## Позиции в чартах
| Страна | Чарт (2017)                             | Высшая позиция |
| ------ | --------------------------------------- | -------------- |
| США    | Latin Pop Albums Sales (Billboard)      | 1              |
| США    | Heatseekers - Mountain (Billboard)      | 3              |
| США    | Heatseekers - South Central (Billboard) | 6              |
| США    | Latin Pop Albums (Billboard)            | 8              |
| США    | Top Heatseekers Albums (Billboard)      | 13             |
| США    | Top Latin Albums (Billboard)            | 23             |

## Louder! Tour
«Louder! Tour» — первый концертный тур мексикано-американской поп-певицы Софии Рейес в поддержку её дебютного студийного альбома Louder!.

### Сет-лист
| Сет-лист концерта Софии Рейес в театре «Gran Rex», Буэнос-Айрес, Аргентина. 1. «Louder! (Love Is Loud)» 2. «Paraiso» 3. «De Aquí a la Luna» 4. «Llegaste Tú» 5. «Your Voice» 6. «Puedes Ver Pero No Tocar» 7. «So Beautiful (A Place Called Home)» 8. «Sólo Yo» 9. «Shape Of You» (Ed Sheeran cover) 10. «Now Forever» 11. «Don't Mean a Thing» 12. «Conmigo (Rest Of Your Life)» A 13. «I Don't Wanna Live Forever» (ZAYN & Taylor Swift cover) A 14. «Girls» 15. «Muévelo» 16. «How To Love» | Сет-лист концерта Софии Рейес в театре «iHeartRadio», Нью-Йорк, США. 1. «Conmigo (Rest Of Your Life)» 2. «Louder! (Love Is Loud)» 3. «De Aquí a la Luna» 4. «Llegaste Tú» 5. «Sólo Yo» 6. «Puedes Ver Pero No Tocar» 7. «Shape Of You» (Ed Sheeran cover) 8. «Tell Me» (Roman X Remix) 9. «Muévelo» 10. «How To Love» |

A Исполнялась с Кендаллом Шмидтом 20 апреля в Буэнос-Айресе, Аргентина.

### Разогрев
- Jandino (Буэнос-Айрес, Аргентина)

### Специальный гость
- Кендалл Шмидт (Буэнос-Айрес, Аргентина)

### Даты концертов
| Дата             | Город        | Страна    | Арена                                                 | Примечания                                           |
| ---------------- | ------------ | --------- | ----------------------------------------------------- | ---------------------------------------------------- |
| Южная Америка    |              |           |                                                       |                                                      |
| 20 апреля 2017   | Буэнос-Айрес | Аргентина | Театр «Gran Rex»                                      | -                                                    |
| 22 апреля 2017   | Сантьяго     | Чили      | Театр «La Cúpula»                                     | ОТМЕНЁН                                              |
| Северная Америка |              |           |                                                       |                                                      |
| 2 сентября 2017  | Висконсин    | США       | Woodside Ranch Center                                 | В рамках фестиваля «Los Dells Festival».             |
| 9 октября 2017   | Нью-Йорк     | США       | Театр «iHeartRadio»                                   | В рамках проекта «Mi Musica».                        |
| 13 октября 2017  | Мехико       | Мексика   | El Plaza Condesa                                      | Перенесён на 30 ноября из-за землетрясения в Мехико. |
| 15 ноября 2017   | Лас-Вегас    | США       | Ночной клуб «Hakkasan» в отеле «MGM Grand Las Vegas». | В рамках «Pandora Noche de Musica».                  |
| 25 ноября 2017   | Монтеррей    | Мексика   | Cintermex                                             | В рамках фестиваля «Ellusion Music Festival».        |
| 30 ноября 2017   | Мехико       | Мексика   | El Plaza Condesa                                      | ОТМЕНЁН                                              |